# ТЕЦ „Варна“
ТЕЦ „Варна“ е топлоелектрическа централа в България. Разположена е при село Езерово, община Белослав, на западния бряг на Варненското езеро и на 12 km от Варна.
Централата е кондензационна, с обща инсталирана мощност 630 MW и основно гориво природен газ. 

## История
ТЕЦ „Варна" е изградена по проекти на проектантски институти „МоТЕП“ – Москва и „Енергопроект“ – София. Първоначалният замисъл е централата да се изгради в близост до Варна, за да се използва за топлоснабдяване на града, но поради съпротива на местните власти площадката е изместена в далечния край на Варненското езеро.
Изграждането започва на 21 ноември 1964 година. Първоначалните три блока с мощност по 210 MW са въведени в експлоатация съответно на 1 април 1968 година, 23 декември 1968 година и 3 август 1969 година. На 22 август 1969 година министър-председателят Тодор Живков прерязва трикольорната лента и официално открива ТЕЦ „Варна". Блоковете на централата са проектирани с възможност за подвърхов режим на работа, при който електрическият товар се намалява до 70%.
През 1974 година започва разширение на централата. Към нея са добавени още три блока с мощност по 210 MW, пуснати в експлоатация съответно на 9 май 1978 година, 29 декември 1978 година и 21 декември 1979 година. Впоследствие тези три блока са реконструирани, така че да могат да изгарят и природен газ, но тази възможност рядко се използва, заради по-високата цена на газа.
Първоначално технологията на ТЕЦ „Варна" предвижда изгаряне на съветски антрацитни въглища (тип АШ и Т), които трябва да се доставят по море. За тази цел в непосредствена близост до производството е изградено пристанище с 3 кейови места – 2 от тях с дължина 200 m и дълбочина на газене 8,25 m и едно с дължина 211 m и дълбочина на газене 11,9 m, на което може да се разтоварват кораби с товароносимост 40 – 50 хиляди тона.
Със стопанския срив на Съветския съюз в края на 80-те години доставките на въглища стават несигурни и скъпи и в продължителни периоди централата работи с намален капацитет заради недостиг на гориво. От 90-те години се търсят алтернативни източници на гориво, като са разглеждани възможности за внос от Южноафриканската република, Мозамбик, Австралия и Индонезия и дори е направена пробна доставка от Виетнам.
През 2006 година Агенцията по приватизация продава ТЕЦ „Варна“ на чешката компания „ЧЕЗ“. За закупуването на 100% от акциите на централата чешката компания плаща 206 милиона евро на българското правителство.
Към 2015 г. централата не отговаря на изискванията на директива 2001/80/ЕО на Европейския парламент и на Съвета на Европа от 23 октомври 2001 г. за ограничаване на емисиите на определени замърсители във въздуха, изпускани от големи горивни инсталации. Поради това, че централата не е приведена в съответствие с изискванията на тази директива, ТЕЦ „Варна“ е временно извадена от системата на 1 януари 2015 г. в 0:00 часа.
На 20 декември 2017 г. акциите на централата са придобити за около 30 милиона евро от транспортната компания „Сигда“ ООД, собственост на семейството на политика Данаил Папазов. През септември 2018 година 70% от „Сигда“ ООД са придобити от политика Ахмед Доган, който малко по-късно става член на Съвета на директорите на ТЕЦ „Варна“ АД.
През 2018 година ТЕЦ „Варна“ подновява работата си, като в експлоатация са само трите нови блока, работещи вече само на природен газ. Основна дейност на централата е предоставянето на студен резерв на електроенергийната система.